# Ülemine Vaika
Ülemine Vaika ist eine unbewohnte Insel, die 4,3 Kilometer von der größten estnischen Insel Saaremaa und 900 Meter von der Insel Vilsandi entfernt liegt. Sie gehört zu den Vaika-Inseln im Nationalpark Vilsandi. Die Insel liegt der Landgemeinde Saaremaa im Kreis Saare.